# Banda-Sprachen
Die Banda-Sprachen sind eine Gruppe von Sprachen aus den Ubangischen Sprachen und werden in Zentralafrika gesprochen.

## Die Einzelsprachen
Die Banda-Sprachen werden vor allem in der Zentralafrikanischen Republik und der Demokratischen Republik Kongo gesprochen und verfügen über einen Sprachcode in der Norm ISO 639:
- die Sprachfamilie selbst erhält den Kode bad (ISO 639-2)
- Banda-Bambari (ISO 639-3: liy), 183.000 Sprecher in der Zentralafrikanischen Republik (1996)
- Banda-Banda (ISO 639-3: bpd), 102.000 Sprecher in der Zentralafrikanischen Republik (1996)
- Banda-Mbrès (ISO 639-3: bqk), 42.500 Sprecher in der Zentralafrikanischen Republik (1996)
- Banda-Ndélé (ISO 639-3: bfl), 35.500 Sprecher in der Zentralafrikanischen Republik (1996)
- Banda-Yangere (ISO 639-3: yaj), 26.500 Sprecher in der Zentralafrikanischen Republik (1996)
- Mid-Southern Banda (ISO 639-3: bjo), 100.000 Sprecher in der Zentralafrikanischen Republik (1996)
- South-Central Banda (ISO 639-3: lnl), 150.000 Sprecher in der Zentralafrikanischen Republik (1996)
- Togbo-Vara Banga (ISO 639-3: tor), 12.000 Sprecher in der Demokratischen Republik Kongo (1984)
- West-Central Banda (ISO 639-3: bbp, auch: Banda-Tangbago), 4.500 Sprecher in der Zentralafrikanischen Republik (1996)